# Lili Paul-Roncalli

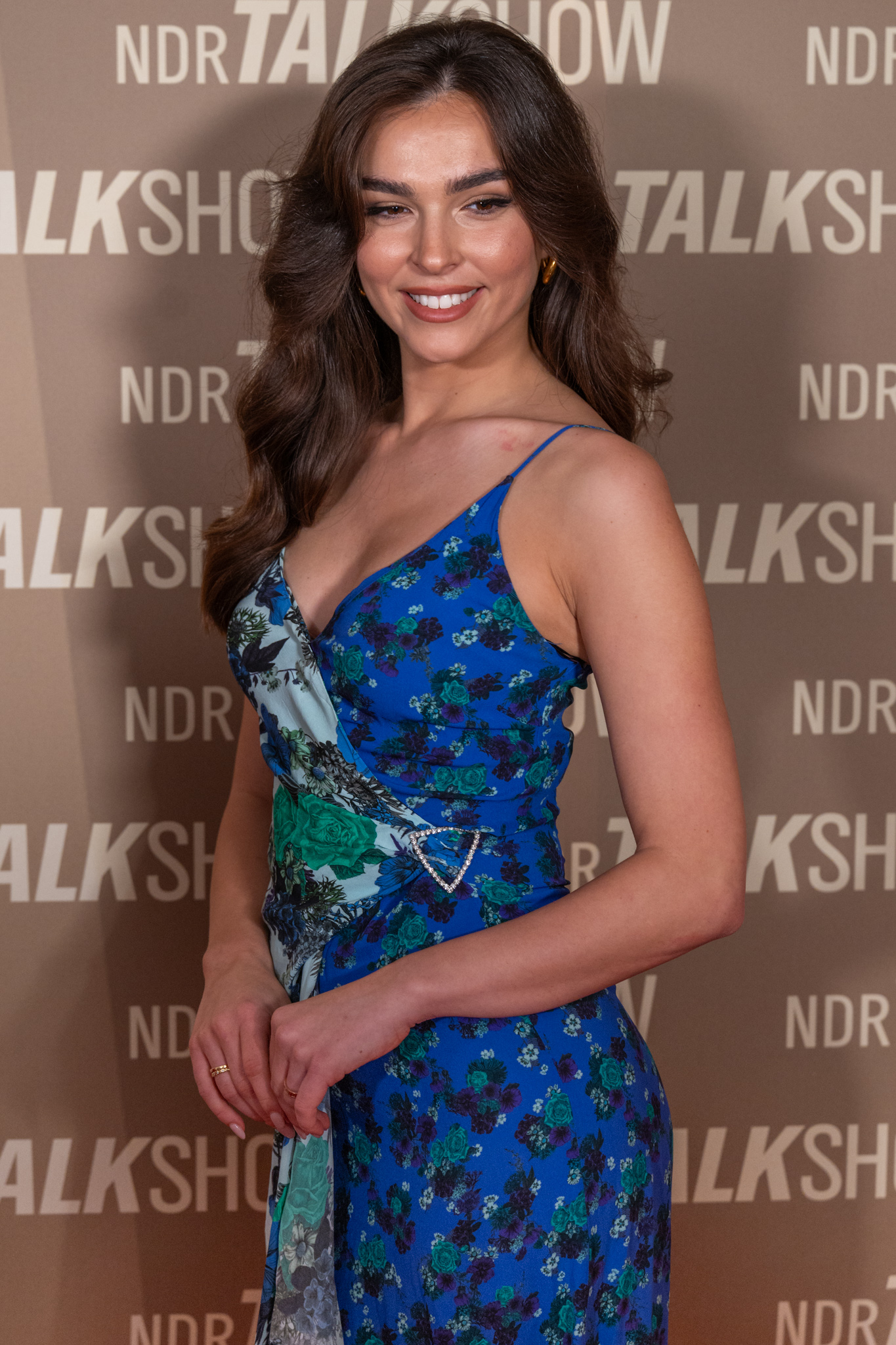
Lili Paul-Roncalli (2023)

Lilian „Lili“ Paul-Roncalli (* 4. Mai 1998 in München; bürgerlich Lilian Paul) ist eine österreichische Artistin und Model.

## Leben

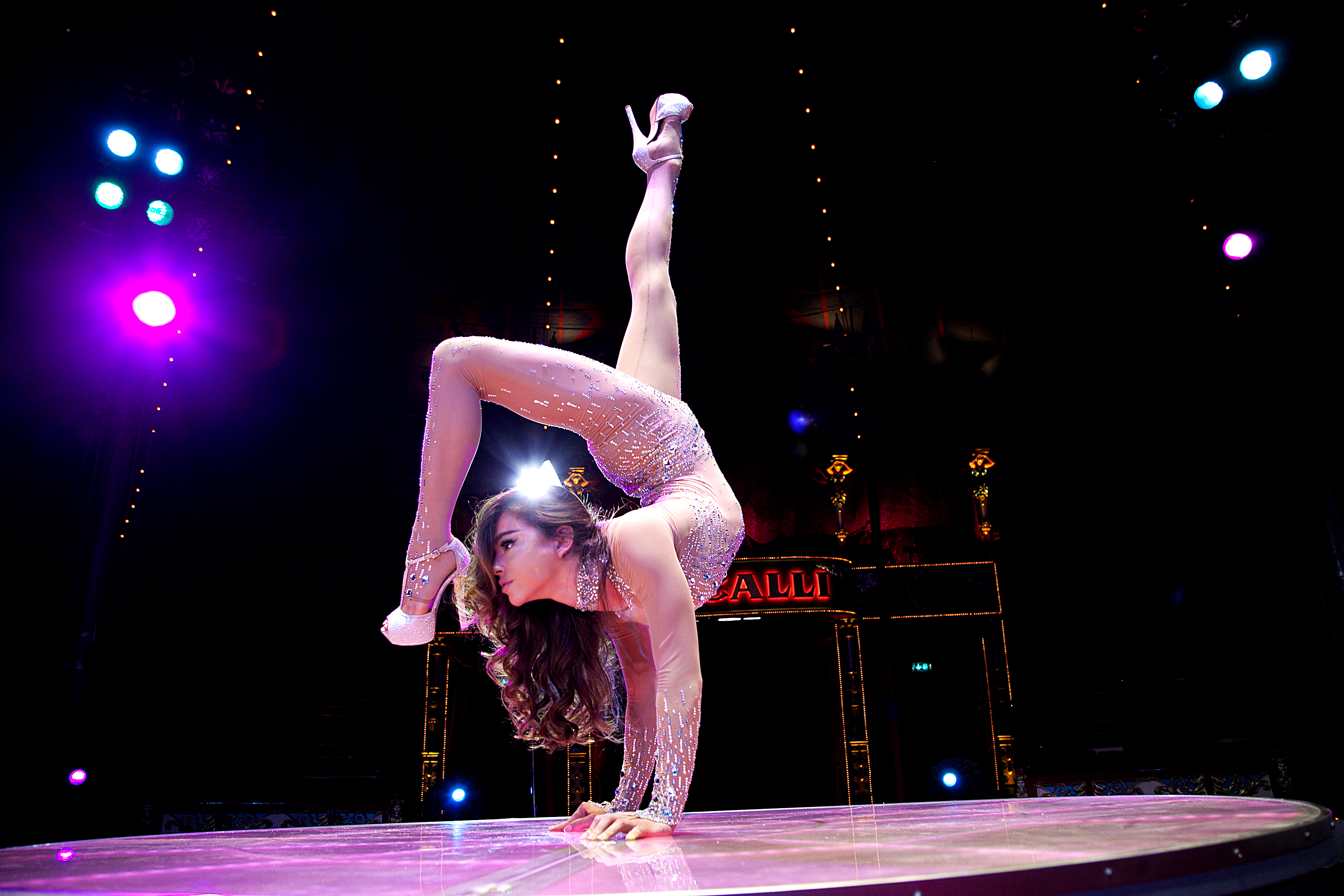
Lili Paul-Roncalli (2016)

Lilian Paul wurde als jüngstes Kind des österreichischen Zirkusdirektors und Mitbegründers des Circus Roncalli Bernhard Paul und der italienischen Artistin Eliana Larible-Paul geboren. Seit ihrem sechsten Lebensjahr trainiert sie mit den Artisten des Circus Roncalli. Im Jahre 2013 trat sie erstmals auf, zusammen mit ihren beiden Geschwistern als Rollschuh-Akrobaten Les Paul im Tourneeprogramm Time is Honey. Ab 2014 war sie in verschiedenen Roncalli-Produktionen in eigenen Kontorsionsperformances zu sehen. Weitere Auftritte folgten unter anderem 2018 beim Dresdner Opernball und im Apollo Varieté in Düsseldorf. Ihre schulische Ausbildung absolvierte sie mithilfe einer Privatlehrerin, die sie auf Reisen begleitete.
Im Februar 2019 wurde Paul als Life-Ball-Engel in Wien vorgestellt, im Juni 2019 nahm sie an der Promi-Ausgabe der Millionenshow zugunsten des Life Balls teil. Im Juli 2019 war sie im VOX-Format 7 Töchter unter anderem neben Laura Karasek und Elena Carrière zu sehen. 2020 gewann sie mit Massimo Sinató die 13. Staffel der RTL-Tanzshow Let’s Dance und wurde das Gesicht des Haute Couture Austria Award.
Mit ihrer Mutter veröffentlichte sie 2021 ein Kochbuch mit italienischen Rezepten. Neben Josh. wurde sie 2022 eines der beiden festen Jury-Mitglieder der 6. Staffel der ORF-Castingshow Starmania. In ihrer für Kinder geschriebenen Autobiografie Manege frei für Lili erzählte sie von ihrer Kindheit im Zirkus ihres Vaters. Neben Toni Garrn und Jessica Haller lieferte sie im Juni 2024 eine Akrobatik-Performance auf dem Laufsteg eines Events von Lascana.
Paul-Roncalli wohnt in Köln, in Wien und auf Mallorca. Sie ist seit 2021 mit dem österreichischen Tennisspieler Dominic Thiem liiert.

## TV-Auftritte
- 2019: Die Millionenshow (ORF 2)
- 2019: 7 Töchter (VOX)
- 2020: Let’s Dance (RTL)
- 2020: Quizduell (Das Erste) Staffel 7, Folge 7
- 2020: Klein gegen Groß – Das unglaubliche Duell (Das Erste)[16]
- 2021: Showtime of my Life – Stars gegen Krebs (VOX)[17]
- 2021: Wer weiß denn sowas? (Das Erste)
- 2021: RTL Sommerspiele[18][19]
- 2022: Starmania 22 (ORF 1)
- 2022: ZDF-Fernsehgarten (ZDF)
- 2023: Die Hirschhausen-Show – Was kann der Mensch? (Das Erste)
- 2023: 1000. NDR Talk Show (NDR)
- 2024: Late Night Berlin (ProSieben)
- 2024: Roncalli – Macht der Manege (ARD-Fernsehdokumentation)[20]

## Publikationen
- 2021: Mamma mia! – Italienisch kochen mit Lili Paul-Roncalli: Die 70 Lieblingsrezepte der bekanntesten Zirkus-Familie der Welt, Edition Michael Fischer, München 2021, ISBN 978-3-7459-0666-0.
- 2022: Manege frei für Lili, gemeinsame mit Rosa Schwarz, Verlag Friedrich Oetinger, Hamburg 2022, ISBN 978-3-7512-0179-7